# Ōshō, le joueur d'échecs
Pour plus de détails, voir Fiche technique et Distribution.
Ōshō, le joueur d'échecs (王将, Ōshō) est un film japonais écrit et réalisé par Daisuke Itō sorti en 1948 et dont le scénario est inspiré d'une pièce de théâtre d'Hideji Hōjō.

## Synopsis
Japon, début du XXe siècle. Dans un quartier pauvre d'Osaka, Sankichi Sakata fabrique des sandales et est un amateur de shōgi. Mais sa passion pour ce jeu d'échecs japonais devient une obsession, prenant le pas sur sa vie de famille et son travail. Au prix de durs sacrifices consentis par son épouse et de maintes péripéties, il parvient à battre le grand champion de shogi.

## Fiche technique
- Titre : Ōshō, le joueur d'échecs[1]
- Titre original : 王将 (Ōshō?)
- Réalisation : Daisuke Itō
- Assistant réalisateur : Tai Katō
- Scénario : Daisuke Itō d'après la pièce de théâtre homonyme d'Hideji Hōjō
- Photographie : Hideo Ishimoto
- Musique : Gorō Nishi
- Société de production : Daiei
- Pays d'origine :  Japon
- Langue originale : japonais
- Format : noir et blanc — 4:3 — 35 mm — son mono
- Genre : drame ; comédie sentimentale
- Durée : 94 minutes[2] (métrage : dix bobines - 2572 m[2])
- Date de sortie :
  - Japon : 18 octobre 1948[2]

## Distribution

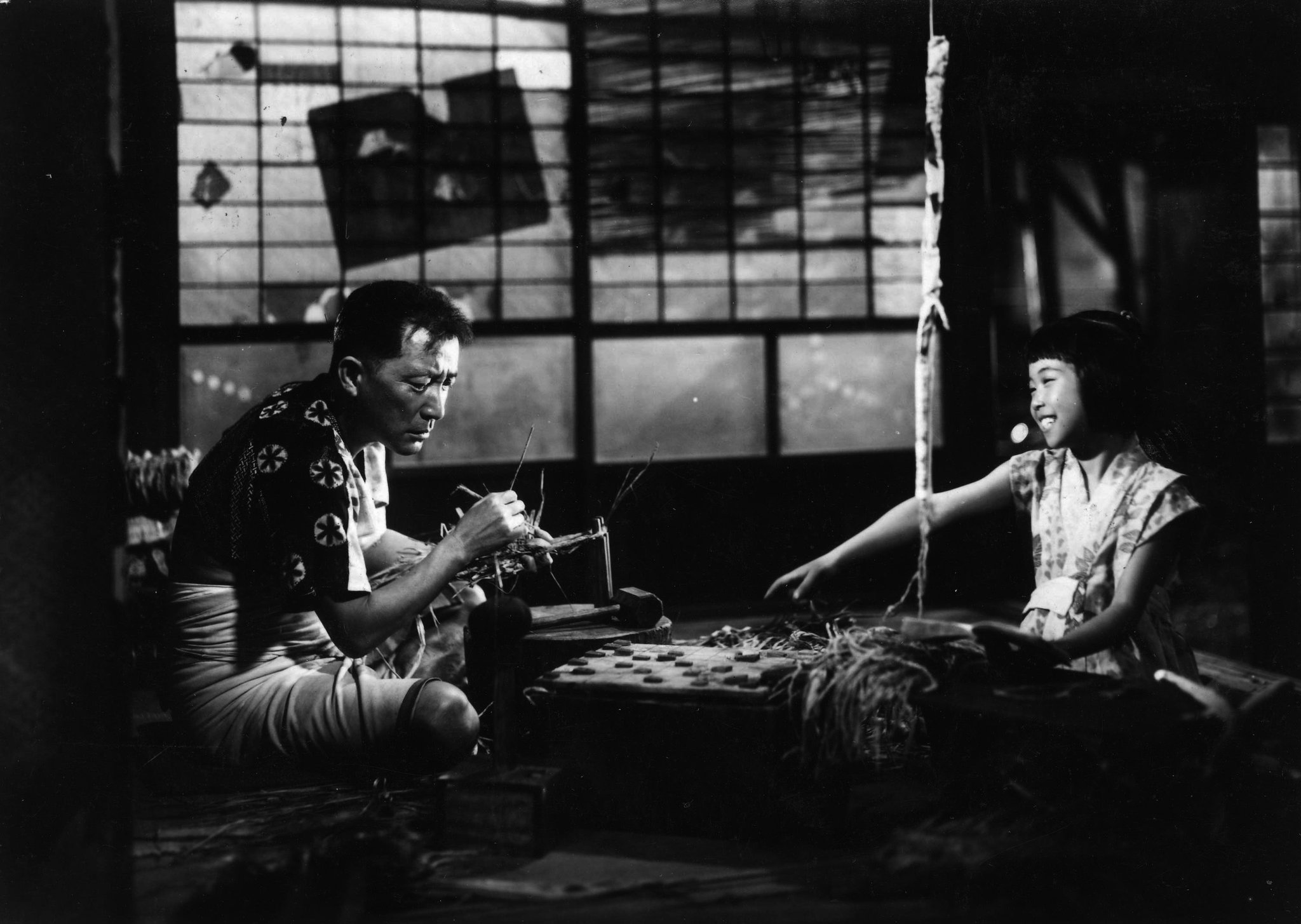
Scène du film avec Tsumasaburō Bandō et Teruko Naka.

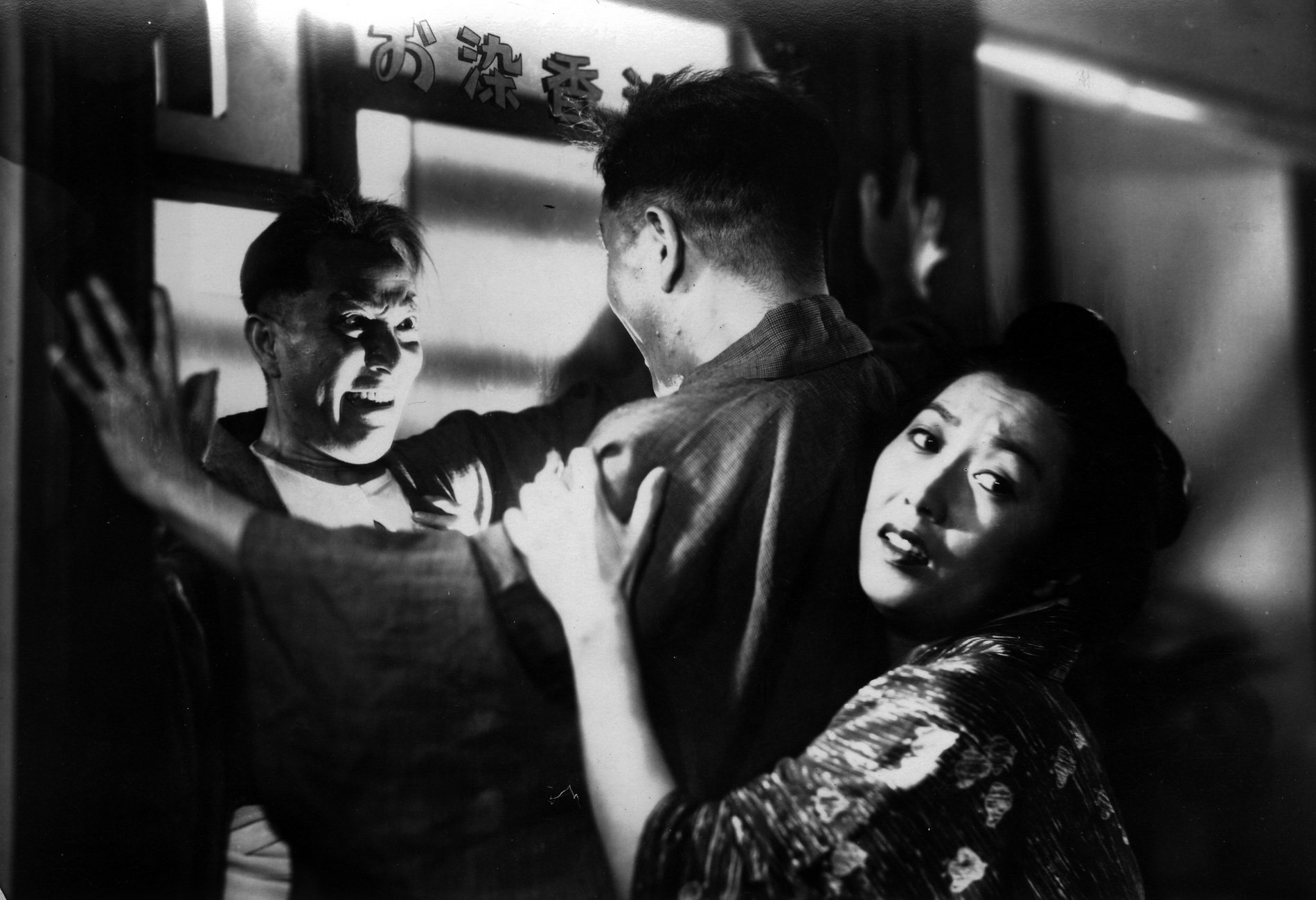
Scène du film avec Tsumasaburō Bandō et Mitsuko Mito.

- Tsumasaburō Bandō : Sankichi Sakata
- Mitsuko Mito : Koharu, sa femme
- Miki Sanjō (ja) : Tamae, sa fille (jeune femme)
- Teruko Naka  : Tamae, sa fille (enfant)
- Isamu Kosugi : Kikuoka
- Ryūtarō Ōtomo : Môri
- Tatsuo Saitō : Ōkura
- Masao Mishima : Shinzō
- Ryōsuke Kagawa : Ozawa
- Mitsugu Terajima : Shimazu
- Sumao Ishihara : Yuimatsu

## Autour du film
Ce film est la première des trois versions que réalise Daisuke Itō à partir de ce scénario, basé sur une histoire vraie et adapté d'une pièce de théâtre d'Hideji Hōjō. Les deux autres versions sont sorties en 1955 et en 1962.